# Milower Land
Milower Land is een gemeente in de Duitse deelstaat Brandenburg, en maakt deel uit van het Landkreis Havelland.
Milower Land telt 4.364 inwoners.

## Plaatsen in de gemeente Milower Land
- Bahnitz
- Bützer
- Großwudicke (met Kleinwudicke, Buckow en Klein Buckow)
- Jerchel
- Milow (met Neu-Dessau, Wilhelminenthal en Marquede)
- Möthlitz
- Nitzahn (met Knoblauch en Wendeberg)
- Schmetzdorf
- Vieritz (met Kater)
- Zollchow (met Galm en Grille)

Brieselang ·
Dallgow-Döberitz ·
Falkensee ·
Friesack ·
Gollenberg ·
Großderschau ·
Havelaue ·
Ketzin ·
Kleßen-Görne ·
Kotzen ·
Märkisch Luch ·
Milower Land ·
Mühlenberge ·
Nauen ·
Nennhausen ·
Paulinenaue ·
Pessin ·
Premnitz ·
Rathenow ·
Retzow ·
Rhinow ·
Schönwalde-Glien ·
Seeblick ·
Stechow-Ferchesar ·
Wiesenaue ·
Wustermark